# Monte Prelà
Der Monte Prelà ist ein Berg des Ligurischen Apennin in Italien. Sein Gipfel befindet sich in 1406 Metern Höhe über dem Meeresniveau. Der Berg liegt auf dem Territorium der Gemeinde Torriglia in der Metropolitanstadt Genua. Nördlich vom Monte Prelà befindet sich der Monte Antola. 
Am Monte Prelà entspringen die beiden Flüsse Scrivia und Trebbia, beides rechte Zuflüsse des Po.